# Retorta
Retorta is een plaats (freguesia) in de Portugese gemeente Vila do Conde en telt 1022 inwoners (2001).